# Liste der Monuments historiques in Maël-Carhaix
Die Liste der Monuments historiques in Maël-Carhaix führt die Monuments historiques in der französischen Gemeinde Maël-Carhaix auf.

## Liste der Bauwerke
| Bezeichnung      | Beschreibung                  | Standort               | Kennzeichnung | Schutzstatus | Datum | Bild           |
| ---------------- | ----------------------------- | ---------------------- | ------------- | ------------ | ----- | -------------- |
| Kirche St-Pierre | Erbaut im 16./17. Jahrhundert | Rue de la Poste (Lage) | PA00089318    | Inscrit      | 1927  | weitere Bilder |

## Liste der Objekte

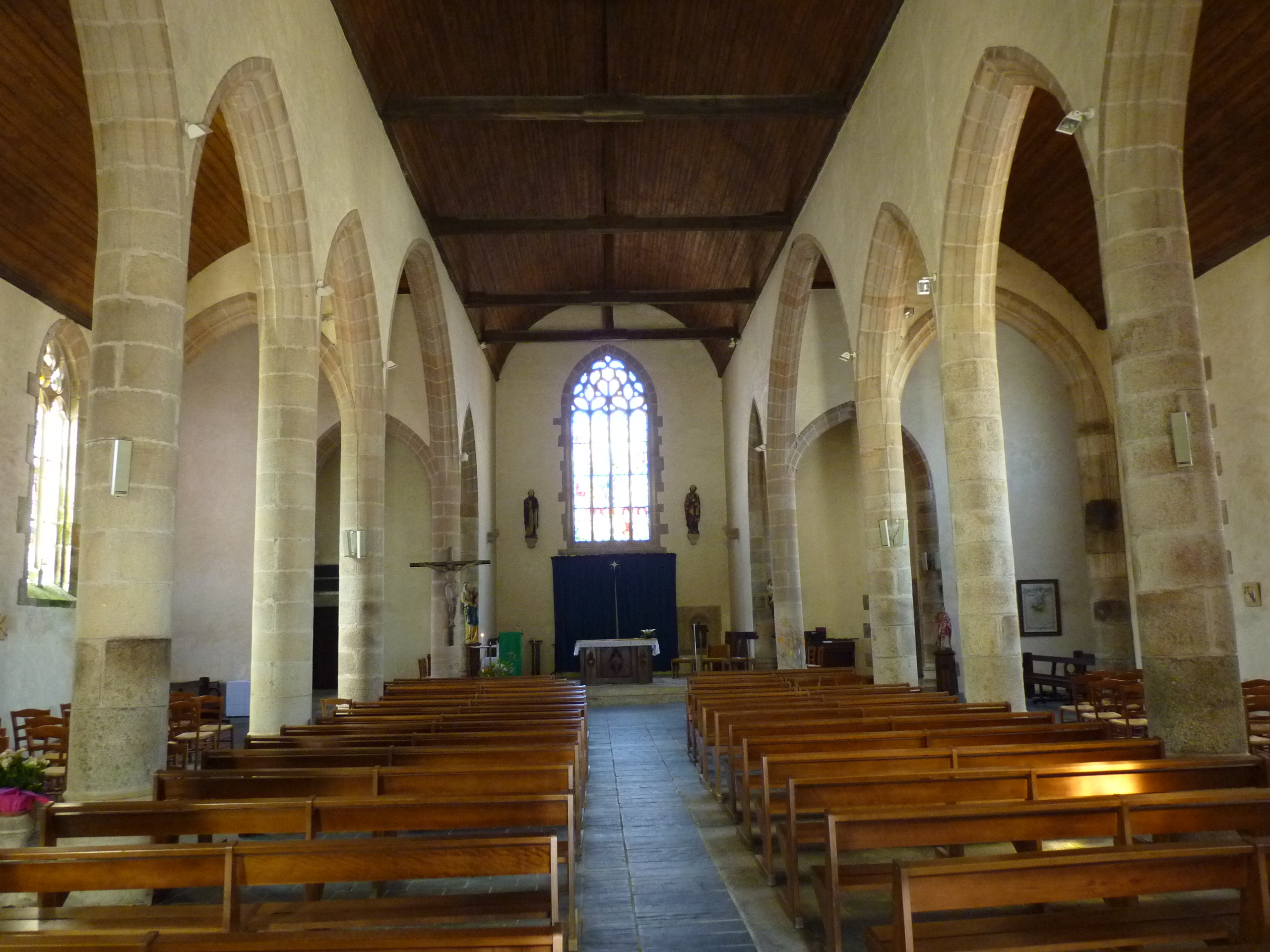
Innenansicht der Kirche St-Pierre

- Monuments historiques (Objekte) in Maël-Carhaix in der Base Palissy des französischen Kultusministeriums